# 신·필살 사치인
《신·필살 사치인》(일본어: 新·必殺仕置人 신·힛사쓰 시오키닌[*])은 1977년 1월 21일부터 1977년 11월 4일까지 일본 TV 아사히에서 매주 토요일 밤 10시부터 10시 55분까지 방송된 사극이다. 《필살 시리즈》의 10번째 작품으로서 총 41화로 구성되어 있다. 1973년에 방송 된 《필살 사치인》 속편이다. 야마자키 츠토무가 4년 만에 인기 캐릭터 인 염불 철을 맡았다.

## 출연
- 야마자키 츠토무
- 후지타 마코토
- 히노 쇼헤이
- 후지무라 후미오